# Rootz Underground
Rootz Underground — ямайская музыкальная группа играющая в стиле регги.
Образована в 2000 году, в первоначальный состав вошли гитаристы Джеффри Мосс-Саломон и Чарльз Лазарус, басист Колин Янг и вокалист Стивен Ньюлэнд. В начале 2000-х выступала с живыми концертами в андеграундных клубах и концертных площадках Кингстона. Принимала участие в ямайских регги-фестивалях, в том числе в крупном фестивале Reggae Sumfest в Монтего-Бее. В 2005 году приступили к записи дебютного альбома, который был выпущен в 2008 году. С 2008 года активно гастролируют в США, Канаде.
По состоянию на 2013 год выпустила 6 релизов, 3 из которых являются полноценными альбомами — Movement (2008, дебютный альбом), Alive (2009) и Gravity (2010).
Состав (2013):
- Стивен Ньюлэнд (Stephen Newland) — вокал;
- Чарльз Лазарус (Charles Lazarus) — соло-гитара;
- Джеффри Мосс-Соломон (Jeffrey Moss-Solomon) — ритм-гитара, вокал;
- Колин Янг (Colin Young) — бас-гитара;
- Пол Смит (Paul Smith) — клавишные, вокал;
- Леон Кэмпбел (Leon Campbell) — ударные.